# Велика риба: роман про міфічні пропорції
«Велика риба: роман про міфічні пропорції» (англ. Big Fish: A Novel of Mythic Proportions) — науково-фантастичний магічно-реалістичний роман американського письменника Деніела Воллеса, надрукований 1998 року. Роман адаптували у фільм «Велика риба» 2003 року від Тіма Бертона. Прем'єра музичної версії з Норбертом Лео Буцем відбулася у квітні 2013 року у Чикаго.

## Сюжет
Молода людина (Вільям Блум) на смертному одрі свого батька (Едвард Блум) намагається узгодити свої спогади про свого тата з людиною, якою він є насправді. Там, де він завжди бачив свого батька безвідповідальним брехуном, він розуміє перебільшення свого батька.
Книга написана хронологічною (хоча спочатку вони можуть не виглядати такою) серією казок. Незважаючи на розповідь роману від першої особи, у книзі немає частини теперішнього часу. Різні оповіді — це переказ Віллом казок, які Едвард розповів про своє життя. Розділ «Розгляд смерті мого батька» — це план Вільяма щодо останньої розмови з батьком у своїй голові і те, як вона буде відбуватися, так щоб коли відбудеться справжня розмова, він зможе докопатися до істини та справжнього розуміння свого батька.
Книга залучає елементи з епічної поеми «Одіссея» та «Улісс» Джеймса Джойса.

## Герої
- Едвард Блум — головний герой. Едвард — центр усіх розповідей; за допомогою цих історій, фрагменти характеру Едварда розкриваються через його вчинки, а також людей, яких він зустрічає, і місця, через які він проходить.
- Вілльям Блум — син Едуарда. Вільям з'являється в «Смерті», коли він намагається витягнути правду від свого батька (натомість ще більше розчаровується у його несерйозності).
- Дженні Гілл — володіє останньою частиною Привида. Вона була закохана в Едварда. Едвард сказав їй, що повернеться за нею, але зрештою закохався в Сандру й одружився з нею.
- Доктор Беннетт — сімейний лікар і давній друг. Дуже стара людина, яка навіть не може довго стояти. Він займався лікуванням ще до народження Вілльяма і вже тоді його просили піти на пенсію. Емоційний, намагається зробити все, щоб врятувати Едварда.
- Сандра К. Темплетон — дружина Едварда, з якою він зустрічається під час перебування в Оберні. Дон Прайс просить Сандру вийти за нього заміж, перш ніж Едвард має шанс зробити свій крок, але Сандра каже, що вона хоче подумати над пропозицією, що надає Едварду шанс завоювати її серце.
- Дон Прайс — студент коледжу в Оберні. Едвард натрапив на Дона за допомогою магічної скляної кулі старої жінки, яка володіє пансіонатом, під час перебування в ньому Едварда. Дон — лідер групи хлопчиків, які викрадає кулю. Едвард обманює Дона, щоб хлопець довірив йому кулю за ніч, який він негайно повертає жінці. Потім Дон бачить своє майбутнє в кулі жінки, коли наступного дня Едвард повертається на зустріч з Доном та хлопцями з бабусею. Згодом Дон й Едвард мають ще один конфлікт за взаємне кохання до Сандри Темплетон, що призводить до кулачного бою між ними. Едвард виграє і бій, і серце Сандри.